# Krewe

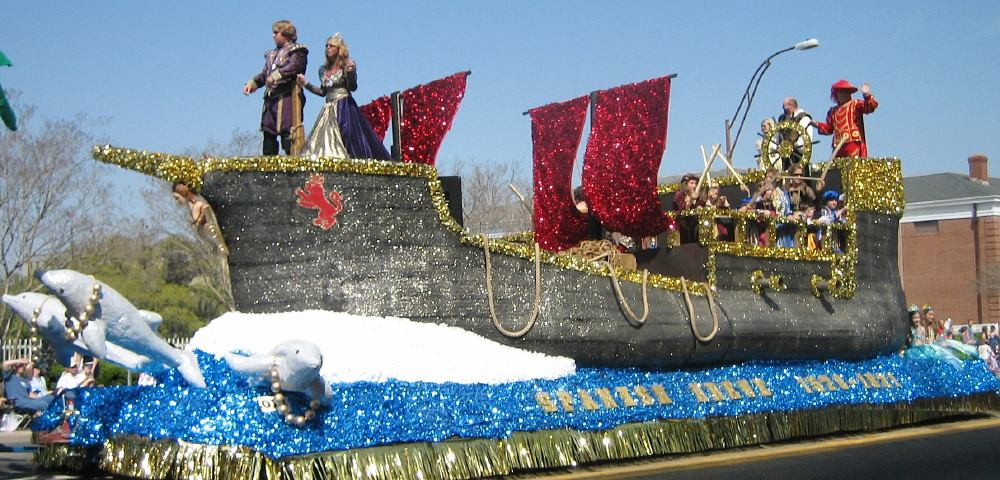
Un char du Spanish Krewe au Springtime Tallahassee.

Un krewe (ce mot en anglais se prononce de la même façon que le mot crew, « équipage ») ou confrérie, est une structure qui organise un défilé ou – et – un bal chaque année durant la saison du Carnaval. Le terme krewe, utilisé exclusivement aux États-Unis, est surtout connu pour son association avec le Carnaval de La Nouvelle-Orléans (la Nouvelle-Orléans Mardi Gras), mais est également utilisé dans d'autres carnavals à travers le golfe du Mexique, comme le Festival de Gasparilla Pirate à Tampa, en Floride, le Springtime Tallahassee, le Carnaval de La Crosse, Wisconsin et le Saint Paul Winter Carnival. 

## Origine et fonctionnement des Krewes
Le mot est supposé avoir été inventé au début du XIXe siècle par une organisation se faisant appeler Ye Mistick Krewe of Comus. Le mot Krewe à l'époque, désignait cette confrérie précise. C'est là son sens d'origine. Avec le temps, Krewe est devenu le terme le plus commun utilisé pour désigner une confrérie du Carnaval de la Nouvelle-Orléans. Le Mistick Krewe of Comus lui-même était inspiré par une mystick society (société de Carnaval) de Mobile, avec des défilés annuels à Mobile, Alabama, appelée Cowbellion de Rakin société créée en 1830
Les membres d'un Krewe se voient imposer des droits à payer afin de financer la parade et - ou - le bal de Carnaval. Les frais peuvent varier de plusieurs milliers de dollars par an et par personne pour les défilés les plus élaborées pour aussi peu que 20 $ par année pour les clubs plus petits. Les critères d'adhésion aux Krewes varient de façon similaire, allant des organisations exclusives aux adhésions limitées aux proches des anciens membres jusqu'à d'autres organisations ouvertes à toute personne en mesure de payer les frais d'adhésion. Les Krewes aux frais d'adhésion faibles peuvent également demander aux membres de travailler pour aider à construire et à décorer les chars de parade et à faire leurs propres costumes. Les Krewes aux adhésions les plus chères peuvent embaucher des professionnels pour faire ce travail. Les membres d'un Krewe qui défilent au Carnaval sont généralement responsables de l'achat des bibelots jetés aux spectateurs de la parade du Carnaval de Mobile ou du Carnaval de La Nouvelle-Orléans. 
Certains Krewes organisent aussi d'autres événements comme des bals privées ou des fêtes pour les membres tout au long de l'année. Certains Krewes sont également un point d'appui pour des organismes de bienfaisance et des bonnes œuvres. 
Chaque année, les confréries sont responsables de l'élection de Rex, le roi du carnaval. L'Organisation Rex a été formé pour organiser un défilé de jour pour les habitants de la ville. La devise de Rex est : « Pro Bono Publico – pour le bien public ». 
Parmi les plus célèbres confréries on trouve le Mistick Krewe of Comus, le Krewe de Proteus, Rex, l'aide sociale Zulu & Pleasure Club, et les Chevaliers de Momus de La Nouvelle-Orléans.

## Source
- Les matériaux à la base de cet article proviennent de la traduction de l'article Krewe de la Wikipédia en anglais.